# (609) Fulvia
(609) Fulvia est un astéroïde de la ceinture principale découvert par Max Wolf le 24 septembre 1906.
Il a été ainsi baptisé en référence à Fulvie, l'épouse de Marc Antoine (-83/-30), homme politique et général romain.